# カプラーイア・エ・リーミテ
カプラーイア・エ・リーミテ（伊: Capraia e Limite）は、イタリア共和国トスカーナ州フィレンツェ県にある、人口約7,800人の基礎自治体（コムーネ）。

## 地理

### 位置・広がり
フィレンツェの約21㎞西に位置する。

#### 隣接コムーネ
隣接するコムーネは以下の通り。括弧内のPOはプラート県所属を示す。
- カルミニャーノ (PO)
- エンポリ
- モンテルーポ・フィオレンティーノ
- ヴィンチ

### 主要な集落
Capraia Fiorentina と Limite sull'Arno という2つの主要集落からなる。

### 気候分類・地震分類
カプラーイア・エ・リーミテにおけるイタリアの気候分類 (it) および度日は、zona D, 1658 GGである。
また、イタリアの地震リスク階級 (it) では、zona 3 (sismicità bassa) に分類される。

## 姉妹都市
- ビル・ラフルー、サハラ・アラブ民主共和国